# Ștefan cel Mare (Neamț)
Ștefan cel Mare is een Roemeense gemeente in het district Neamț.
Ștefan cel Mare telt 3282 inwoners.